# 死亡录像4：启示录
《死亡录像4：启示录》（某些地区写作“Apocalypse”）是一部2014年西班牙恐怖片，《死亡录像》系列的第四部及最後一部作品。电影是《死亡录像2》的正式续集，发生在第二部电影的事件过后不久。前两部作品的导演豪梅·巴拿盖鲁与女主角曼奴拉·沃拉斯科回归，曼奴拉再度出演处在危险中的女记者安其拉·维达尔。
影片于2014年9月9日在多伦多国际电影节首映，于2014年10月3日在锡切斯电影节上映，10月31日在西班牙上映，12月5日登陆台湾，2015年1月8日登陆香港。2015年1月2日，影片在美国由Magnet Releasing以剧院上映和隨選視訊方式发行。

## 剧情
影片开头，一支特别行动小组队员前去援救安其拉。他们开始在整座公寓里设置炸弹时，遭到受感染的老妇人马努的伏击。之后队员们将他杀掉，还杀了受感染的队友。之后他们听到安其拉求助的尖叫声，告诉她是时候出去了。
醒来时安其拉在一个房间里，吉纳德医生正对她进行测试。他询问她是否记得些事情，她说没有。吉纳德需要血液样本以确保她未受感染。一名小组队员古兹曼找到了一位上了年纪的女士，据透露她是第三部电影的事件中的唯一幸存者。古兹曼还遇到了他的同伴卢卡斯。安琪拉尝试逃离实验室成功后，跑向古兹曼。两人发现他们在一艘船上。医生利卡特和士兵们告诉他们情况正得到控制，安其拉的血液未收到任何感染。
古兹曼介绍了最后一次出航的奥尔特加船长，还有负责通讯的尼克。尼克尝试修复安吉拉摄像机里的录像。那天晚上，停电发生。古兹曼发现安其拉在船的走廊上来回走动。她声称很害怕，古兹曼让她对一个秘密感到疑惑。第二天下午，安其拉遇见了她的超级粉丝尼克。尼克向她展示了录像带，安其拉开始记得崔丝塔娜·梅代鲁斯。尼克还把文件发给实验室让他们看看。
利卡特和他的团队发现他们的实验对象，一隻受感染的猴子，在停电期间被释放了。猴子袭击并感染了船上的厨师。他们的血液污染了船上的食物供给，这让摄入食物的大多数船员受到感染。在厨子身上的血清测试失败后，他们在饭堂留下安琪拉、古兹曼、卢卡斯和老妇女。事实证明卢卡斯从公寓里拿走了血液样本，还知道梵蒂冈负责此事的人士。用菜刀武装自己并杀死两位受感染的人员和一只猴子后，老妇女走散了，卢卡斯志愿前往寻找，而古兹曼和安琪拉去向船长和尼克寻求帮助。
利卡特做什么事都无法阻止感染后放弃，然后决定继续进行“协议”。在这样做之前，他的助手告诉他收到了传来的影片。利卡特目击了崔丝塔娜将一只蠕虫状的寄生虫插入到安其拉的口中，这让他决定迫使安琪拉做手术来提取寄生虫。安其拉恳求称她不知道他在说什么，但在利卡特做切口前，受感染的二副闯入进来，咬了利卡特的助手，让安其拉得以逃脱。利卡特和他的团队之后前往寻找安其拉，但利卡特在厨师被释放并袭击了他的团队后将自己锁了起来，却遭到安其拉的袭击。安琪拉咬了利卡特，让他去检验她的血，证明他是错的。古兹曼、卢卡斯和尼克之后找到武器和重新启动轮船的方式。尼克告诉他们，安其拉还活着，古兹曼肯定会找她。与此同时，卢卡斯和尼克前往锅炉房。当时实验结果呈阴性后，利卡特证实了安其拉的说法。虽然如此，利卡特还是相信安琪拉玩弄了他们，于是去质问安琪拉。但安其拉反问古兹曼是否一直在欺骗他们。据透露古兹曼在援救安琪拉时，寄生虫已进入到他的体内。利卡特之后将船设置为自曝状态后逃跑，而古兹曼一直在底下给安琪拉设陷阱。
在锅炉房被感染的卢卡斯之后被杀害，尼克在一艘救生艇上发现了利卡特。尼克呼叫安琪拉，但利卡特告诉他安琪拉已是求生不得，求死不能了。尼克一气之下把他击倒，拿走救生艇并搜寻安琪拉。后来他发现了她，两人用船的引擎杀死了受感染的猴子。他们在食堂躲避受感染者，但遭到古兹曼的袭击。古兹曼企图将他体内的寄生虫传给安琪拉，但被安其拉用尼克提供的钓竿杀死了他。安琪拉和尼克在一大波受感染的追击下逃离轮船。尼克紧跟着安琪拉跳入大海，逃离轮船的爆炸。在水下，寄生虫获得意识进入到一条鱼的口中。
片尾字幕期间，尼克和安琪拉乘坐出租车回家。

## 演员
- 曼奴拉·沃拉斯科（英语：Manuela Velasco） 饰 安琪拉·维达尔（Ángela Vidal）
- 帕高·曼萨内多（Paco Manzanedo） 饰 古兹曼（Guzmán）
- 赫克托尔·科洛梅（Héctor Colomé） 饰 利卡特医生（Dr. Ricarte）
- 伊斯梅尔·费瑞奇（Ismael Fritschi） 饰 尼克（Nick）
- 克里斯普罗·卡维萨斯（Críspulo Cabezas） 饰 卢卡斯 （Lucas）
- 帕高·奥夫雷贡（Paco Obregón） 饰 吉纳尔医生（Dr. Ginard）
- 马里亚诺·贝南西奥（Mariano Venancio） 饰 奥尔特加船长（Captain Ortega）
- 玛丽亚·艾芳萨·罗素（María Alfonsa Rosso） 饰 老妇人（Anciana）
- 克里斯蒂安·阿基诺（Cristian Aquino） 饰 埃德温（Edwin）
- 卡洛斯·扎巴拉（Carlos Zabala） 饰 戈洛（Goro）

## 制作
2010年5月3日，恶心血腥網站宣布，“......Filmax将在未来几年制作两部新的《死亡录像》电影《死亡录像3：创世纪》和《死亡录像4：启示录》，起用前两部电影的导演。”2012年3月30日《创世纪》上映，该片由系列的联合缔造者豪梅·巴拿盖鲁导演，豪梅与摩奴·迪茨编剧。卡洛斯·费尔南德斯、胡里奥、费尔南德斯和阿尔贝托·马里尼第四次回归担任执行制片人。
在接受《疯哥利牙》（Fangoria）采访时，导演巴拿盖鲁表示影片推测不会采用世界末日风格，表示，“《死亡录像》系列所有电影的预算都是一样的，所以你不会看到巴塞罗那遍布僵尸的大场面；他们无意做这种事。这必须是一个得到控制和强有力的故事。”《启示录》设置在第二部电影之后的事件，不会以“短片”风格制作。制片预计于2013年启动。在2012年的锡切斯电影节上，据宣布电影将于2013年10月全球首映。11月下旬，公告预告片发布，曼奴拉·沃拉斯科确认回归。
然而在2013年初，巴拿盖鲁声称电影的制作已被推迟，将于2014年中旬的某个时间首映，但证实曼奴拉·沃拉斯科将主演第四部电影。5月上旬，首支预告片和更新过的首映日起被公布。2013年7月13日，影片于大加那利岛一艘俄罗斯商人的海军舰艇上开机。2014年4月，影片的剧院版预告片发布。

## 原声带
| 死亡录像4：启示录 电影原声带 REC 4 | 死亡录像4：启示录 电影原声带 REC 4 | 死亡录像4：启示录 电影原声带 REC 4 |
| 曲序                               | 曲目                               | 时长                               |
| ---------------------------------- | ---------------------------------- | ---------------------------------- |
| 1.                                 | 绝命倒计时（Countdown）                     | 2:17                               |
| 2.                                 | 惊魂住宅（Inside to House）                       | 3:50                               |
| 3.                                 | 叫梅代鲁斯的女孩（The Medeiros Girl）               | 3:08                               |
| 4.                                 | 第一波攻击（First Attack）                     | 2:20                               |
| 5.                                 | 安全门（Security Gates）                         | 2:24                               |
| 6.                                 | 感染，第一部分（The Infection, Pt. 1）                 | 2:50                               |
| 7.                                 | 生死之战（Fighting）                       | 3:45                               |
| 8.                                 | 修复录像带（Recovering the Tape）                     | 2:00                               |
| 9.                                 | 感染，第二部分（The Infection, Pt.2）                 | 3:13                               |
| 10.                                | 英雄尼克（Nick the Hero）                       | 3:36                               |
| 11.                                | 这是只寄生虫（It's a Parasite）                   | 4:57                               |
| 12.                                | 安其拉的表演（Angela's Show）                   | 5:36                               |
| 13.                                | 逃跑（）                           | 2:25                               |
| 14.                                | 英雄尼克（再现）（Nick the Hero (Reprise)）               | 1:44                               |
| 总时长：                           | 总时长：                           | 44:05                              |

## 评价
影片的评价褒贬不一，但大多数为积极的，有些评价赞赏曼奴拉·沃拉斯科和原版电影暗黑色调的回归。西班牙语网站ALT104给予电影混合评价，声称这部电影被证明是一部有价值的续集，但是一种结束系列的无力方式。

## 发行
影片于2014年9月9日在多伦多国际电影节首映，2014年10月3日在锡切斯电影节放映。Entertainment One于2015年3月2日以蓝光和DVD发行电影，英国版蓝光碟附加制作特辑。索尼影业家庭娱乐公司于2015年4月14日在美国以录影带发行电影。
影片于2014年12月5日在台湾上映，首周末票房78万新台币，位列票房榜第九位。第二周票房36万新台币，总票房达148万，票房榜排名跌至第十位。
影片于2015年1月8日在香港上映，首周票房144万港币，位列票房榜第七位。

## 制作书籍
电影制作书籍包含几张幕后照片、故事版和剧照。该书还提供了对整个系列的神话的洞悉，解答影片留下的疑团。该书于2014年10月在西班牙发行。